# Директор-полковник

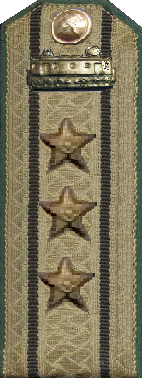
Погон директора-полковника тяги (1943-54)

Директор-полковник (від лат. dirigo, фр. directeur «спрямовую, керую»)  — персональне звання старшого начальницького складу в Народному комісаріаті шляхів сполучення в 1943–1954.
Директор-полковник був вище за рангом ніж директор-підполковник і нижче за генерал-директора 3-го рангу.

## Історія
Введене наказом № 711Ц від 13 вересня 1943 року для працівників залізничного транспорту (НКШС) ввелися персональні звання. Працівників було поділено на склади: рядовий, молодший, середній, старший та вищий начальницький склади. 
До звання додавалося уточнення згідно зі спеціальністю працівника: руху, тяги, шляхів та будівництва, зв'язку та адміністративної служби.
12 червня 1954 року було видано Указ Президії Верховної Ради СРСР «Про скасування персональних звань і відзнак для працівників цивільних міністерств і відомств». 

## Знаки розрізнення
Погони старшого начальницького складу зі срібного галуна, мали два чорні просвіти завширшки 4 мм. Ґудзики у верхній частині погона золочені з емблемою. Оксидовані емблеми на погонах згідно зі службою працівника. Звання позначалося на погонах п'ятипроменевими зірочками. Зірочки на погонах працівників залізничного транспорту, на відміну від військовиків, розташовувалися вздовж погону за віссю. Директор-полковник мав на погонах по три зірочки.

## Див також
Знаки розрізнення залізничників